# Coppa Bernocchi 1921
La Coppa Bernocchi 1921, terza edizione della corsa, si svolse il 1º settembre 1921 su un percorso di 145 km. La vittoria fu appannaggio dell'italiano Angelo Testa, precedendo i connazionali Gaetano Caravaglia e Pietro Casati. L'arrivo e la partenza della gara furono a Legnano.

## Ordine d'arrivo (Top 10)
| Pos. | Corridore          | Squadra | Tempo |
| ---- | ------------------ | ------- | ----- |
| 1    | Angelo Testa       | -       | N.D.  |
| 2    | Gaetano Garavaglia | -       | N.D.  |
| 3    | Pietro Casati      | -       | N.D.  |
| 4    | N.D.               | -       | N.D.  |
| 5    | N.D.               | -       | N.D.  |
| 6    | N.D.               | -       | N.D.  |
| 7    | N.D.               | -       | N.D.  |
| 8    | N.D.               | -       | N.D.  |
| 9    | N.D.               | -       | N.D.  |
| 10   | N.D.               | -       | N.D.  |